# Kurt Ochner
Kurt Ochner (* 1953) ist ein deutscher Fondsmanager.

## Leben
Kurt Ochner begann seine Arbeit als Diplom-Kaufmann bei der Baden-Württembergischen Bank. Danach war er in den 1980er Jahren ein „Nebenwerte-Spezialist“ bei der inzwischen untergegangenen Bank Schröder, Münchmeyer, Hengst & Co.
Bei der Bank Julius Bär wurde er danach Fondsmanager mit Zuständigkeit für den Neuen Markt. Dort verwaltete er in seinen besten Zeiten ein Fondsvermögen von rund 12 Milliarden Deutsche Mark. Der Special German Stock Fund, aufgelegt bei Julius Bär, erzielte unter seiner Führung von 1996 bis 2000 eine Wertsteigerung von über fünfhundert Prozent des gesamten Fondsvermögens. Im April 2001 trennten sich die Julius Bär Kapitalanlage AG, eine Tochter des Bankhauses Julius Bär, und Ochner wegen unterschiedlicher strategischer Auffassungen hinsichtlich der Geschäftstätigkeit. Es wurde Ochner vorgeworfen, er habe einen zu intensiven Kontakt mit den Vorständen jener Unternehmen gehabt, an denen er über seine Fonds beteiligt gewesen sei; dabei sei er anfällig für Fehlinformationen geworden. Außerdem habe er zu riskant in Titel des Neuen Marktes investiert. Von 2004 bis 2011 war er Vorstand bei der KST Beteiligungs-AG in Stuttgart, nachdem er zwanzig Prozent derer Anteile von der Baader Wertpapierhandelsbank erworben hatte. Zwanzig Prozent der Anteile verblieben bei Baader, die restlichen sechzig Prozent waren damals im Streubesitz. KST war spezialisiert auf Beteiligungen bei kleineren Unternehmen dem Maschinenbau, Medizintechnik, Medien oder der Konsumgüterbranche wie die Sektkellerei Schloss Wachenheim.
Im Jahr 2012 war er unter anderem Vorsitzender des Aufsichtsrates der Sinosol AG.
Ochner ist verheiratet und Vater zweier Töchter.

## Beratungsfehler-Prozesse
Im Nachlauf seiner Tätigkeit bei Bär waren alle Klagen von Privatanlegern gegen Ochner nicht von Erfolg beschieden. Zuletzt Ende 2003 scheiterte eine Klage dreier Privatanleger gegen die Beratertätigkeit Ochners beim Bankhaus Bär. Insgesamt hätten die Formulierungen im Verkaufsprospekt der bemängelten Wertpapiere darauf hingewiesen, dass es sich um ein sehr riskantes Geschäft mit hohen Gewinn- und Verlusterwartungen gehandelt hätte, so die Richter in ihrem Urteilsspruch. Ochner vermerkte auch, dass Verantwortliche von Unternehmen des Neuen Marktes mit zu optimistischen Zahlen in Aussagen gegenüber ihm operiert hätten.